# Kibutz
Un kibutz (voz con plural invariable, procedente del hebreo קיבוץ, 'agrupación') es una comuna agrícola israelí.
Aunque existen empresas colectivas en otros países, en ninguno las comunas voluntarias desempeñaron el papel que los kibutz han supuesto en Israel; de hecho, los kibutz fueron esenciales para la creación del Estado de Israel. Son organizaciones económicas poco frecuentes (como las colectividades españolas) y parten de uno de los movimientos comunales más importantes de la historia. Fueron fundados en un momento y en un lugar en el que la agricultura independiente no era práctica, sus miembros se vieron forzados por la necesidad de desarrollar un tipo de vida comunal y estaban inspirados por su propia ideología sionista socialista. Los miembros de los kibutz desarrollaron un modo de vida comunal que atrajo el interés de la opinión pública mundial. El primer kibutz fue llamado Degania y fue fundado en 1909.

## Surgimiento

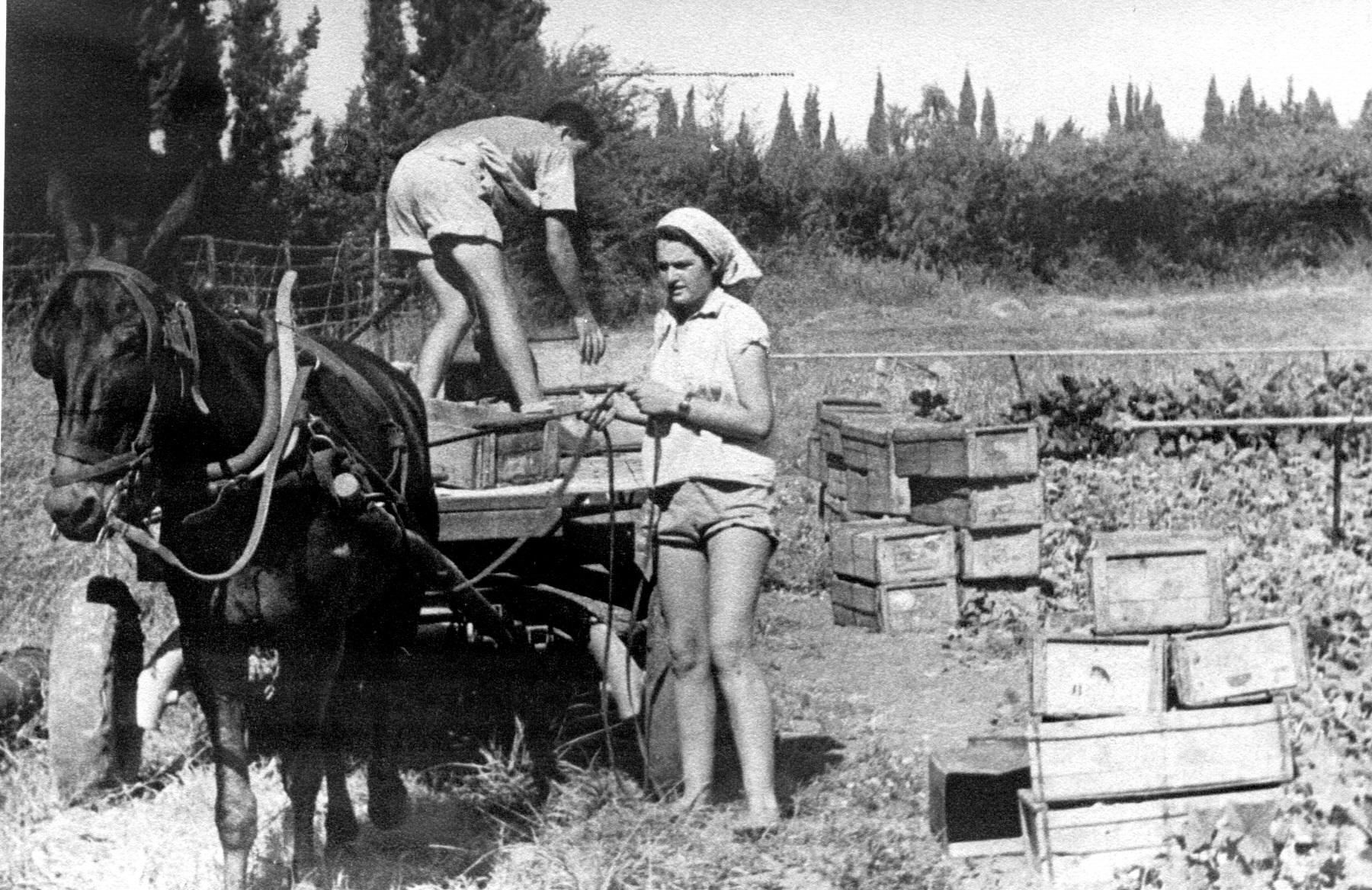
Kibutz Gan-Shmuel

En 1909 un grupo de judíos originarios de Rusia llegaron a Israel con la segunda gran ola inmigratoria (Aliá o Aliyá). Después del fracaso de la Revolución rusa de 1905, fundaron un asentamiento llamado Degania, el primer kibutz.

## Ideología
Se inspiraron principalmente en las ideas de retorno a la tierra de Aarón David Gordon y el sionismo socialista de Dov Ber Borojov y Sirkin. Gordon, inspirado a su vez por León Tolstói, insistía en que un pueblo no puede ser libre si no produce su sustento por sí mismo, empezando por la producción agrícola. Los judíos no se habían dedicado a la agricultura desde el comienzo de la segunda diáspora, después de la destrucción del Segundo Templo de Jerusalén. En Europa, los oficios agrícolas les estaban prohibidos, y donde no lo estaban, no eran prácticos, ya que los judíos eran frecuentemente expulsados de sus países o regiones y el trabajo agrícola requiere un alto grado de arraigo. Por lo tanto, los judíos se dedicaron principalmente al comercio. En opinión de Gordon, la redención del pueblo judío debía pasar necesariamente, no por la formación de un Estado o el retorno a la tierra de Israel, sino sobre todo por el retorno a la actividad agrícola. Borojov, a su vez, afirmaba que la revolución marxista podría darse en el pueblo judío cuando los judíos pudieran ocupar, en su propio Estado, todos los estadios de la pirámide productiva. La pirámide productiva normal en aquellos tiempos tenía por base a la mayor parte de la población dedicada la actividad agrícola, en el medio un grupo menor en la actividad industrial y en la punta un grupo más pequeño aún dedicado a la producción de servicios. En el caso del pueblo judío, la pirámide estaba invertida, y según Borojov, era necesario normalizarla para poder llevar a cabo la revolución. La actividad agrícola de los kibutz era vista por sus miembros, influidos profundamente por el sionismo socialista, como un paso necesario hacia la revolución socialista.

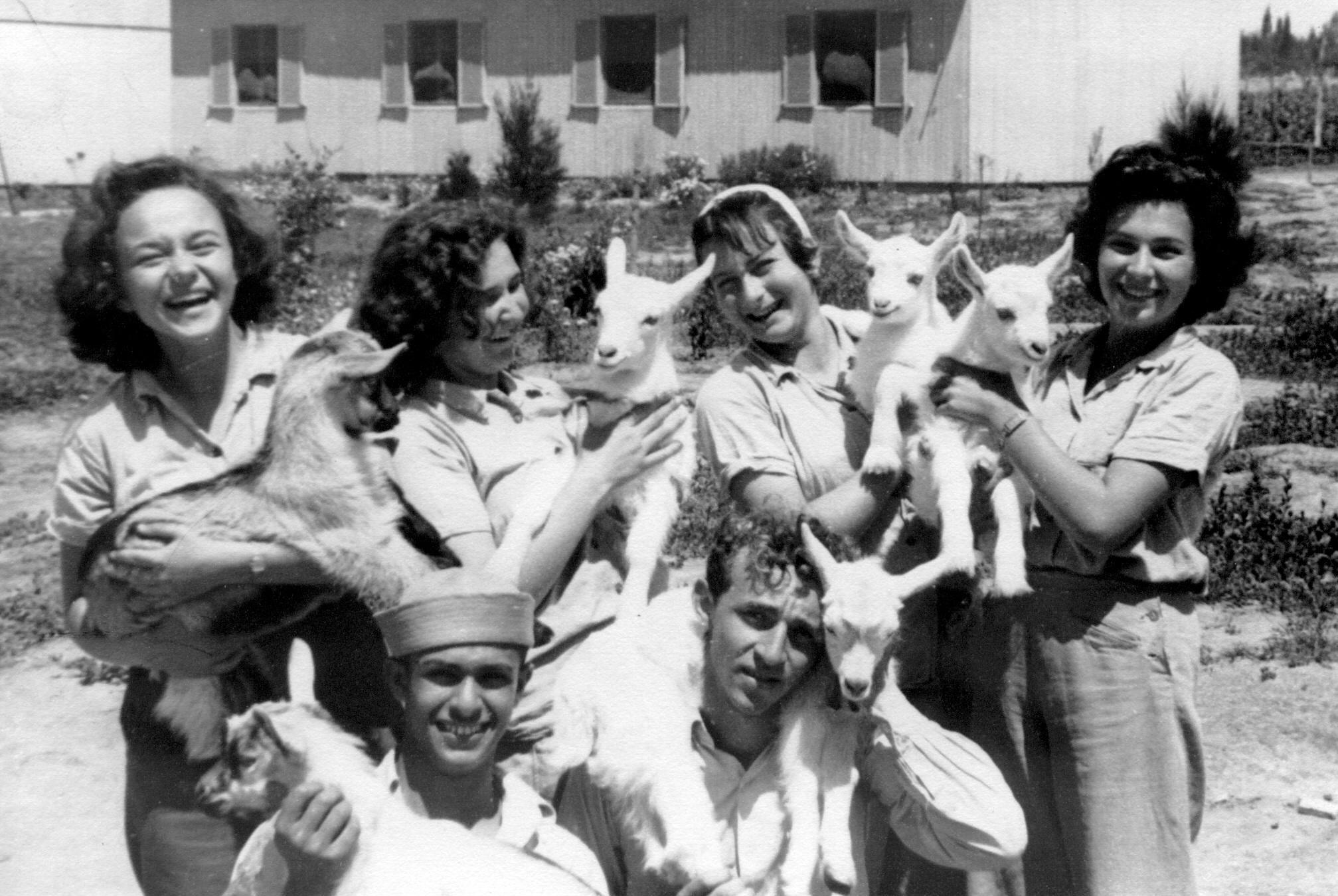
Kibutz Gan-Shmuel.

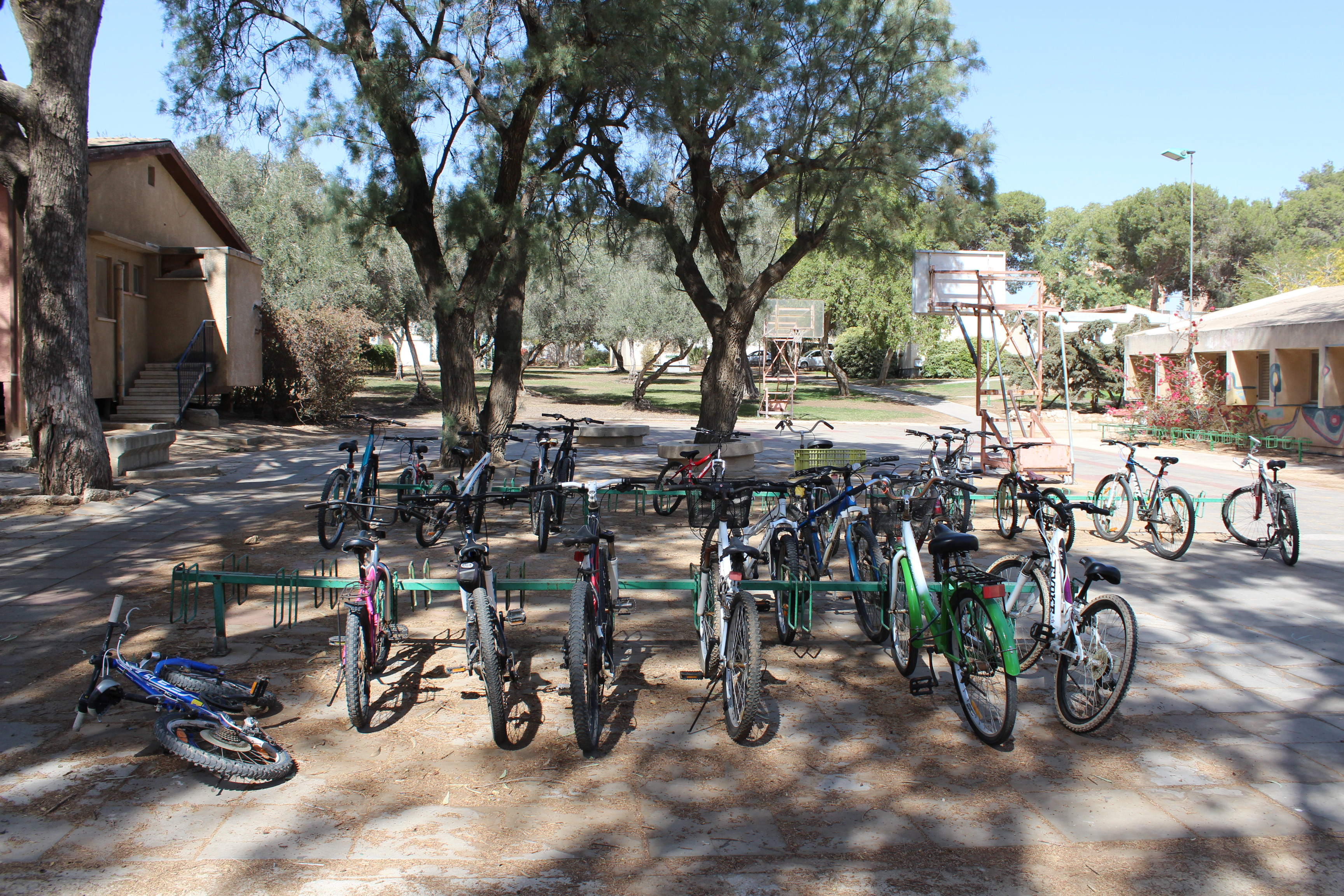
Kibutz Kfar Aza.

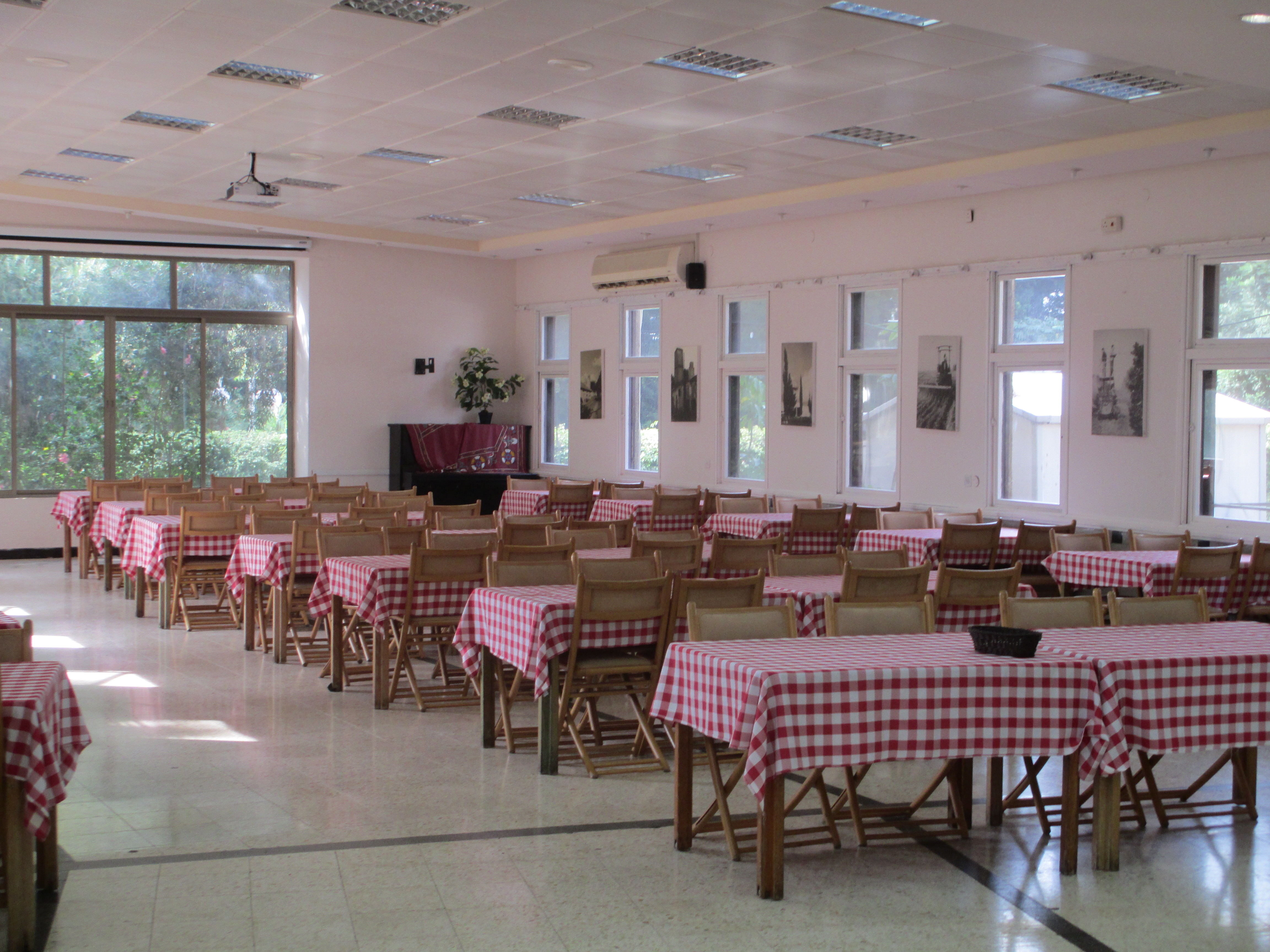
Comedor en el kibutz Ramat HaKoves.h

### Postulados básicos de los kibutz
- Enfatización del trabajo agrícola. En las primeras épocas se llegó a situaciones extremas, se echó a miembros de los kibutz que no querían estudiar agronomía y preferían dedicarse a otras cosas. Sin embargo, con los años se fueron ampliando las opciones. Hoy en día los kibutz que sobreviven como kibutz tradicionales y que siguen manteniendo en parte los demás postulados, son en su mayoría aquellos que levantaron industrias exitosas, como es el caso de Jatserim y su industria internacional de tecnología de riego.
- Propiedad colectiva. Tanto los medios de producción como los servicios y demás bienes pertenecen a todos los miembros. En un principio se produjeron situaciones extremas en algunos kibutz en los que hasta la ropa interior era compartida, y surgían todo tipo de discusiones a causa de miembros que habían recibido regalos de fuera del kibutz. Pero poco después se les permitió a los miembros tener ciertos bienes personales y se les pasó a entregar un presupuesto mensual para gastos de índole personal.
- Trabajo propio. Para evitar la plusvalía, los miembros del kibutz debían ser los dueños de los medios de producción y también los que aportaran la fuerza de trabajo. En los primeros años esto llegó a generar choques entre los kibutz y el gobierno de David Ben Gurión, ya que los kibutz se negaban a ser una fuente de trabajo para los no habitantes del kibutz. En la actualidad casi todos los kibutz tienen trabajadores asalariados externos al kibutz, incluyendo trabajadores extranjeros.
- Salarios igualitarios. Tanto los salarios para gastos personales como los demás recursos se distribuyen entre los miembros del kibutz según la pauta de «cada cual otorga según sus posibilidades y recibe según sus necesidades». No importa si el miembro es el Mazkir del kibutz (secretario general), el que lava la vajilla o un jubilado, todos reciben en proporción a la cantidad de hijos a mantener u otros indicadores de sus necesidades (por supuesto que esto no se aplica a los trabajadores externos). En algunos casos también se les da preferencia a los miembros con más vetek (antigüedad) en el kibutz.
- Rotación de los puestos. Se considera muy importante que los altos puestos del kibutz roten entre varios miembros.
- Decisiones democráticas. Las decisiones importantes, incluyendo todo lo concerniente a cambios en los postulados o su aplicación, deben ser tomadas por la asamblea de miembros, en la que pueden participar todos los miembros que así lo deseen.
- Judaísmo secular cultural. Si bien hay unos pocos kibutz religiosos, la mayoría de los kibutz siguen una línea secular cultural y enfatizan los significados agrícolas, comunitarios y socialistas de las distintas festividades judías por encima de su valor como conectores entre Dios y el hombre o rectoras de la vida judía. Aunque hoy en día ya no tiene la misma fuerza, los kibutz tienen su propia Hagada de Pésaj. La fiesta de Shavuot es una de las fiestas centrales en los kibutz, especialmente pintoresca, en la que se realza su papel como fiesta de la recolección, y los trabajadores de cada sección del campo ofrecen los primeros frutos de la temporada para agasajar a todos los miembros. La línea secular de los kibutz es aún más marcada en los kibutz asociados tradicionalmente con el Kibutz Artzí y Hashomer Hatzair.

## Aportes al Estado de Israel
En los primeros años del Estado de Israel, los kibutz cumplieron un papel central en el desarrollo de la economía del país, produciendo una parte importante de las exportaciones israelíes. Mientras que la importación de productos agrícolas aún no era viable en los primeros años, los kibutz suplieron en forma casi exclusiva las necesidades del país en esa área. También cumplieron un papel importante en la colonización de la tierra y en la defensa de las fronteras. Asimismo, fueron centros de absorción y adaptación para muchos inmigrantes.
Los kibutz han dado a Israel un número desproporcionadamente elevado de sus líderes militares, intelectuales y políticos, aunque el movimiento del kibutz nunca supuso más del 7% de la población israelí.

## Cambios
Con el correr de los años, las Fuerzas de Defensa de Israel fueron encargándose de la defensa del país, incluidas aquellas tareas que hasta entonces realizaban los kibutz. Con la creación de fronteras fijas, el papel de los kibutz como colonizadores judíos perdió importancia, si bien se conservó su rol como centro de colonización y desarrollo en el desierto del Néguev y en Galilea, y tras la Guerra de los Seis Días también en Cisjordania y los Altos del Golán. La absorción de nuevos inmigrantes fue pasando cada vez más a las ciudades. El papel de la producción agrícola fue pasando a segundo plano, ya que se fue haciendo más barato y viable importar productos del exterior. En 1977 el primer ministro Menájem Beguin sube al poder con su partido Likud, derrotando por primera vez al laborismo desde 1948, partido que apoyaba fuertemente a los kibutz. Beguin retiró parte importante del apoyo del Estado israelí a los kibutz, generando así una crisis en el sector que sigue hasta el día de hoy.
Actualmente la gran mayoría de los kibutz están pasando por un proceso de transformación que incluye, en mayor o menor grado, la privatización de los medios de producción y los servicios del kibutz, la implementación más extensiva de la propiedad privada y el salario diferencial.
En los kibutz privatizados, la gran mayoría de los miembros trabaja fuera del kibutz y no reciben salario alguno del kibutz. Las casas pasaron a ser de propiedad privada.

## Comunas y kibutz urbanos
Una de las respuestas a la crisis en los kibutz son las "comunas" o "kibutz urbanos". El primer kibutz urbano fue creado en Beit Shemesh. Los movimientos juveniles asociados con el sionismo socialista solían mandar a sus miembros a trabajar en forma voluntaria un año (Shnat Sherut) en algún kibutz, antes del servicio militar. Sin embargo, desde hace algunos años Hanoar Haoved VeHalomed, el más grande de estos movimientos, comenzó a utilizar ese año para formar comunas en las ciudades en lugar de mandar a los jóvenes al kibutz. Estas comunas dejan de lado el concepto de trabajo agrícola y se dedican a la educación y al trabajo social con los sectores débiles de la sociedad. Los movimientos como Majanot Haolim, Habonim Dror y Hashomer Hatzair han seguido su ejemplo.

## Miscelánea
- Durante muchos años era costumbre que los niños del kibutz vivieran todos juntos, separados de sus padres, en la casa de los niños. Esta costumbre, considerada como un rasgo distintivo de los kibutz, nunca se implantó en Degania, el primer kibutz. Hoy en día, los niños viven con sus padres en todos los kibutz.
- Uno de los principales problemas del kibutz es el de la deserción de los jóvenes. Para los padres y abuelos, los kibutz fueron un desafío y un acto de rebeldía. Sin embargo, para los nacidos en el kibutz, la independencia y el crecimiento personal pasa por dejar a los padres y a la pequeña comunidad del kibutz para irse a la ciudad.
- Hubo un gran cisma en los kibutz por el apoyo de sus miembros a Trotski o Stalin. Muchos kibutz se dividieron en dos, quedando familias divididas de un lado y del otro. Hoy en día esto se recuerda como una de las luchas más fútiles dentro de los kibutz. Al final las principales agrupaciones de kibutz, Hakibutz Hartzi y Takam (la unión de las dos facciones mencionadas en el punto anterior) se unieron en un único movimiento.
- David Ben Gurión pasó los últimos años de su vida en el kibutz Sde Boker, situado en el corazón del Néguev, para dar el ejemplo personal en su proyecto de colonizar y hacer florecer dicho desierto. Allí se encuentra su tumba.

## Evolución

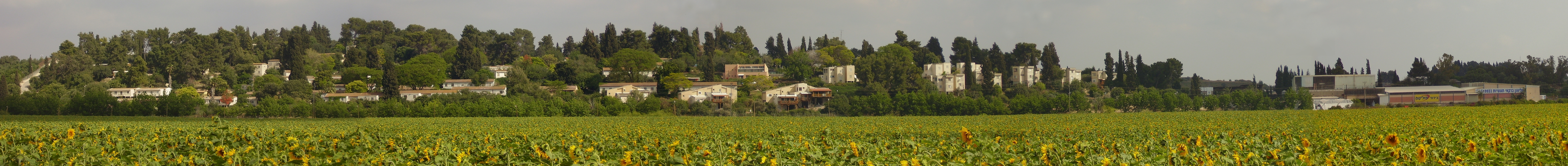
Panorama del kibutz Barkai, en la región Uadi Ara.

| Año  | Población | Número de kibutz |
| ---- | --------- | ---------------- |
| 1910 | 10        | 1                |
| 1920 | 805       | 12               |
| 1930 | 3900      | 29               |
| 1940 | 26 554    | 82               |
| 1950 | 66 708    | 214              |
| 1960 | 77 950    | 229              |
| 1970 | 85 110    | 229              |
| 1980 | 111 200   | 255              |
| 1990 | 125 100   | 270              |
| 2001 | 115 500   | 267              |